# Justus Henry Christian Helmuth

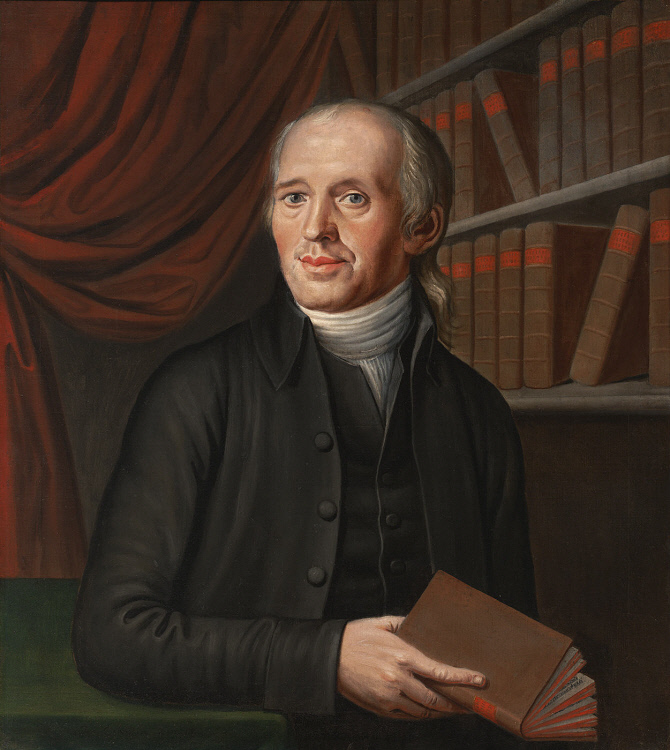
Porträt von John Eckstein, ca. 1795

Justus Henry Christian Helmuth (ursprünglich Justus Heinrich Christian Helmuth; * 16. Mai 1745 in Helmstedt; † 5. Februar 1825 in Philadelphia) war ein deutsch-amerikanischer lutherischer Theologe. Als zweiter Nachfolger Henry Melchior Mühlenbergs war er der Leitende Geistliche im lutherischen Ministerium von Pennsylvanien.

## Leben und Werk
Als Halbwaise kam Helmuth schon früh in das von August Hermann Francke gegründete Waisenhaus in Halle (Saale). Er studierte an der Universität Halle Evangelische Theologie. 1769 wurde er in Wernigerode zum Pastor ordiniert und von der hallischen Missionsgesellschaft zum Dienst nach Nordamerika ausgesandt. Zunächst wirkte er zehn Jahre lang in einer Gemeinde in Lancaster (Pennsylvania) als Pfarrer. 1779 wurde er als Nachfolger von John Christopher Kunze an die St. Michaels- und Zionskirche in Philadelphia berufen, damals die größte lutherische Gemeinde in den Vereinigten Staaten. Er blieb bis 1820 ihr Pfarrer. Neben seinem Pfarramt war er von 1780 bis 1785 Stiftungsvorsteher (Trustee) der University of Pennsylvania und lehrte hier von 1785 bis 1791 deutsche und orientalische Sprachen. Die Universität, in deren Sammlung sich ein von Rembrandt Peale gemaltes Porträt Helmuths befindet (ein anderes, ca. 1795 von Johannes (John) Eckstein angefertigtes Bildnis (Abb.) hängt in der National Portrait Gallery (Washington)), verlieh ihm 1780 den Magistergrad (A.M.) und 1785 den theologischen Ehrendoktortitel (D.D.). Im gleichen Jahr gründete er gemeinsam mit seinem Amtsbruder Johann Friedrich Schmidt eine Lateinschule und ein Seminar, aus dem seiner Planung nach eine theologische Fakultät werden sollte, was sich aber nicht verwirklichen ließ. 1784 wurde er zum Mitglied der American Philosophical Society gewählt.
Helmuth, der theologisch einen milden Pietismus vertrat und auch als Kirchenlieddichter hervortrat, folgte Mühlenberg und Kunze auch in einer quasi-bischöflichen Leitungsfunktion als Senior im Ministerium von Pennsylvanien und angrenzenden Staaten nach. Von ihrer Gründung 1808 bis 1822 war er Vorstandsmitglied (Manager) der pennsylvanischen Bibelgesellschaft.
Er erwarb sich das besondere Vertrauen der Bevölkerung Philadelphias, als er bei der Gelbfieber-Epidemie im August 1793, die bis zu 5000 Todesopfer (10 % der damaligen Bevölkerung) forderte, in der Stadt blieb.
In den aufbrechenden Diskussionen um die Einführung von Englisch als Gottesdienstsprache verfocht Helmuth einen konservativen Kurs der Beibehaltung der deutschen Sprache. Eine Gruppe unter General Peter Muhlenberg forderte ab 1803 vergeblich die Einführung englischsprachiger Gottesdienste, spaltete sich schließlich ab und gründete 1806 die St.-John's-Gemeinde.
2008 wurde ein Brief von George Washington an Helmuth und die Gemeinde in Philadelphia vom April 1789 bei Christie’s versteigert. Das Schreiben, in dem sich der neugewählte Präsident kurz vor seiner Inauguration für die Glückwünsche der Gemeinde bedankt, erbrachte $ 194.500.

## Werke
- Kurze Andachten, einer gottsuchenden Sele: auf alle Tage der Woche und andere Umstände eingerichtet. [Germantown]: Germantaun gedruckt bey Leibert und Billmeyer, 1786. (6 Auflagen bis 1814)
- Denkmal der Liebe und Achtung welches seiner Hochwürden dem Herrn D. Heinrich Melchior Mühlenberg, verdienstvollesten Senior des evangelisch-lutherischen Ministeriums in Nord-America und treueifrigsten ersten Lehrers an der St. Michaelis- und Zions-Gemeinde in Philadelphia, ist gesetzet worden: samt desselben Lebenslaufe. Philadelphia: Gedruckt bey Melchior Steiner ..., 1788.
- Betrachtung der evangelischen Lehre von der Heiligen Schrift und Taufe: samt einigen Gedanken von den gegenwärtigen Zeiten. Germantaun: Gedruckt bey Michael Billmeyer, 1793.
- Kurze nachricht von dem sogenannten gelben fiber in Philadelphia. Philadelphia, Gedruckt bey Steiner und Kämmerer, 1793.

(Engl.): A short account of the yellow fever in Philadelphia: for the reflecting Christian. Philadelphia: Printed by Jones, Hoff & Derrick ..., 1794.